# Prokurator (starożytny Rzym)
Prokurator (łac. Procurator) – prowincjonalny urzędnik należący do stanu ekwitów, wyższy od prefekta. Administrator i poborca podatków, choć czasem zarządzał małymi prowincjami i okręgami prowincjonalnymi (np. Macedonią i Judeą). Miał najwyższą władzę sądowniczą.